# Romy Hausmann
Romy Hausmann (* 1981 in Arnstadt) ist eine deutsche Schriftstellerin. Ihr Thrillerdebüt Liebes Kind erreichte kurzzeitig Rang 1 im Ranking der meistverkauften Paperback-Romane des Jahres 2019 und befand sich kurzzeitig auf Platz 1 der Liste der Spiegel-Bestseller. Auch ihr Roman "Perfect Day" (2022) war ein kommerzieller Erfolg. Im Jahr 2024 veröffentlichte sie einen Gedichtband, Princess Standard, den sie auch mit Fortuna Ehrenfeld vertont hat.
Hausmann ist in Thüringen geboren und in der Nähe von Stuttgart aufgewachsen. Sie arbeitete mehrere Jahre als Fernsehjournalistin und veröffentlichte einige Romane, die wenig Resonanz fanden, bevor ihr der Durchbruch gelang. Heute lebt sie bei Stuttgart an einem Waldrand.

## Veröffentlichungen
- Lisa heißt jetzt Lola und lebt in der Stadt. Heyne, München 2014, ISBN 978-3-453-41767-0.
- Liebes Kind. dtv, München 2019, ISBN 978-3-423-21836-8.
- Marta schläft. dtv, München 2020, ISBN 978-3-423-26250-7.
- Perfect Day. dtv, München 2022, ISBN 978-3-423-26315-3.
- True Crime. Der Abgrund in dir. Was den Menschen zum Mörder macht. dtv, München 2022, ISBN 978-3-423-26000-8.
- Princess Standard. Penguin, München 2024, ISBN 978-3-328-60397-9.
- Himmelerdenblau. Penguin, München 2025, ISBN 978-3-328-60428-0.

## Verfilmungen
Romy Hausmanns Roman Liebes Kind wurde im Jahr 2023 unter dem gleichnamigen Titel als deutsche Mini-Serie verfilmt und erstmals am 7. September 2023 auf Netflix ausgestrahlt.

## Auszeichnungen
2019: Crime Cologne Award